# كفر صور
كفر صور من القرى الجنوبية لمدينة طولكرم وتبعد عن طولكرم حوالي 10 كم على الطريق بين مدينة طولكرم وقلقيلية، وتقع على الحدود عام 1967، وتم خلال نكبة عام 1948 مصادرة أراضي القرية التي تقع بالقرب من أم خالد وتحديدا في المنطقة المحصوره بين أم خالد وسيدنا علي (الحرم)، وبعد بناء جدار الفصل العنصري أصبحت أغلب اراضي القرية تقع خلف الجدار والمرور إلى تلك الأراضي يشكل مشكلة ضخمة لأصحابها، وتعد هذه القرية من أكثر قرى الكفريات التي تضررت بشكل كبير من جدار الفصل العنصري ومن القرى المعروفة بمنطقة الكفريات، يزرع في أراضيها الزيتون واللوز وقعت في القرية معركة في 18 تشرين أول عام 1936م بين الثوار الفلسطينيين والجنود البريطانيين
بعد عام 1967 م قامت إسرائيل باستقطاع أرض من هذه القرية وضمها إلى مستوطنة سلعيت.
```
يتجاوز عدد سكان القرية ال 1800 نسمة.
```

صور كلمة آرمية بمعنى الصخر القاسي تقع هذه القرية في الجنوب الشرقي من مدينة طولكرم، وعلى بعد 12 كيلو مترا منها. وبلغت مساحة أراضيها (19666) دونماً وتقع على إرتفاع 280م عن مستوى سطح البحر. قُدر عدد سكانها في عام 1922 حوالي (271) نسمة. وفي عام 1945 (740) نسمة.
تحيط بهذه القرية، أراضي قرى كفر جمال وكفر زيباد وكفر عبوش وكور وسفارين وشوفة والراس والطيبة وقلنسوة وبركة رمضان وخربة الزبابدة. يزرع في أراضي كفر صور الحبوب والخضار وفيها 1675 دونما مغروسة بالزيتون وفيها أشجار اللوز والقليل من العنب والتين. وكان في القرية الكثير من الأغنام ومئات الأبقار يستفيدون من لحومها وألبانها.
يوجد في القرية مدرستين الأولى ثانوية مختلطة وتحوي 500 طالبا وطالبة، والأخرى أساسية مختلطة وتحوي 250 طالب وطالبة.
قامت المنظمات الصهيونية المسلحة بهدم القرية وتشريد أهلها البالغ عددهم عام 1948 حوالي (858) نسمة. وكان ذلك في 1948/4/15م. ويبلغ مجموع اللاجئين من هذه القرية في عام 1998 حوالي (5271) نسمة الذين نزحوا في النكبة إلى أراضي قرية كفر قدوم وإلى الكويت والأردن.
وعلى أنقاض القرية أقام الصهاينة مستعمرة (بيت يشوشوع) ومستعمرة (تل يزحاق) ومستعمرة (كونتير) ومستعمرة (سلعيت) وتم احتلالها بالخامس من حزيران عام 1967 حيث قامت فيها معركة بين الصهاينة والثوار وكبد الثوار فيها الصهاينة خسائر كبيرة.
```
واليوم تم بناء منطقة صناعية في القرية ويوجد الكثير من المصانع (مصنع رضوان حمزة، مصنع دواجن فلسطين للأعلاف، مصنع الغانم للبلوك) والسبب الذي جعلها منطقة صناعية هو موقعها الإستراتيجي وكونه يوجد فيها الكهرباء والماء القطرية منذ عام 85 وتعد من أول القرى التي وصلها الكهرباء والماء دائما وكان ذلك بالاتفاق مع بلدية مستعمرة 
سلعيت
 التي اقيمت على مشاع اراضي كفرصور.
```

ويوجد في القرية مسجد جديد ومن أكبر المساجد في المنطقة وتحولت في هذه الفترة القرية إلى ما يسمى ببلدية وضمت القرى المجاورة حيث أصبحت بلدية تسمى (بلدية الكفريات)، وهي (كفرصور وكفر زيباد وكفر جمال وكفر عبوش والراس وكور) ويترأس البلدية الاستاذ الفاضل فاروق غنايم من قرية كفر زيباد. ويوجد في القرية تقريب 33 عائلة منها أكبر العائلات آل بشاره وآل حطاب وآل الشوبكي وآل نوفل.

## أعلام
- محمد مصطفى